# Campylocentrum wawrae
Campylocentrum wawrae är en orkidéart som först beskrevs av Heinrich Gustav Reichenbach och Günther von Mannagetta und Lërchenau Beck, och fick sitt nu gällande namn av Robert Allen Rolfe. Campylocentrum wawrae ingår i släktet Campylocentrum och familjen orkidéer. Inga underarter finns listade i Catalogue of Life.